# Colin Reitz
Colin Reitz, född den 6 april 1960, är en brittisk före detta friidrottare som tävlade i hinderlöpning.
Reitz främsta merit är hans bronsmedalj vid det första världsmästerskapet 1983 på 3 000 meter hinder. Han var i final vid Olympiska sommarspelen 1984 och slutade där på en femte plats. Hans sista stora mästerskap blev VM 1987 där han inte tog sig vidare från försöken.

## Personliga rekord
- 3 000 meter hinder - 8.12,11 från 1986